# 25118 Kevlin
25118 Kevlin è un asteroide della fascia principale. Scoperto nel 1998, presenta un'orbita caratterizzata da un semiasse maggiore pari a 2,7609492 UA e da un'eccentricità di 0,1244145, inclinata di 5,58344° rispetto all'eclittica.